# 클레이 모로
클라렌스 "클레이" 모로(Clarence "Clay" Morrow)는 미국 FX Networks 드라마 썬즈 오브 아나키에 등장하는 등장인물이다. 미국의 텔레비전 배우 론 펠먼이 분했다.
샘크로 조직의 공동 설립자 중 하나로 존 텔러를 살해한 뒤 존 텔러의 배우자 젬마 텔러 모로우와 결혼하고 차밍타운 샘크로의 리더를 맡았다.
샘크로 리더로서 상당한 연륜과 무게감, 그리고 인맥을 활용해 샘크로 조직을 유지하고 차밍타운의 자경단 대장 격으로 도시 내에서 상당한 영향력을 확보했다. 흑인 조직과 히스패닉 조직, 신나치 백인 조직과의 관계를 적절히 조율해 차밍타운을 마약 청정지역으로 유지하기도 했다. 하지만 존 텔러를 살해한 이후 자신의 자리를 노리는 이들에게 깊은 불신감을 지녀 조직원 해리 오피 윈스턴의 부인 도나 윈스턴, 또다른 공동 설립자 피어몬트 파이니 윈스턴 등을 살해하고, 잭스 텔러의 부인 타라 놀즈에 대한 살인을 청부하기도 했다.
시즌 4에서 클레이에 의해 부인과 부친을 모두 잃고 그 진실을 알게 된 해리 오피 윈스턴에 의해 저격되어 생사의 고비를 겪게 되고, 마찬가지로 존 텔러의 진실을 알게 된 잭스 텔러에 의해 차밍타운 샘크로 리더에서 축출된다.